# Wiatrołom (województwo pomorskie)
Wiatrołom (kaszub. Wiatrołóm) – wieś w Polsce położona na Wysoczyźnie Polanowskiej, w województwie pomorskim, w powiecie bytowskim, w gminie Miastko.
W latach 1975–1998 miejscowość administracyjnie należała do województwa słupskiego.

## Zabytki
Według rejestru zabytków NID na listę zabytków wpisany jest park krajobrazowy z 1 poł. XIX w., nr rej.: A-334 z 7.08.1995.